# Acer mono
Acer mono är en kinesträdsväxtart. Acer mono ingår i släktet lönnar, och familjen kinesträdsväxter.

## Underarter
Arten delas in i följande underarter:
- A. m. ambiguum
- A. m. glaucum
- A. m. incurvatum
- A. m. marmoratum
- A. m. mono
- A. m. okamotoanum
- A. m. savatieri
- A. m. taishakuense
- A. m. tricuspis
- A. m. mayrii